# Copidognathus floridus
Copidognathus floridus is een mijtensoort uit de familie van de Halacaridae. De wetenschappelijke naam van de soort is voor het eerst geldig gepubliceerd in 1914 door Trouessart.